# گوموش‌لو (بسنی)
گوموش‌لو (انگلیسی: Gümüşlü) یک منطقه مسکونی در ترکیه است که در استان آدیامان و در ناحیه بسنی واقع شده است.